# Valeriu Niculescu
Valeriu „Sony“ Niculescu (* 25. Januar 1914 in Brăila; † 18. November 1986) war ein rumänischer Fußballspieler. Er bestritt insgesamt 106 Spiele in der Divizia A. Im Jahr 1941 gewann er mit Unirea Tricolor Bukarest die rumänische Meisterschaft.

## Karriere

### Verein
Niculescu wechselte im Jahr 1934 zu Unirea Tricolor Bukarest in die Divizia A. In der Saison 1934/35 konnte er in 16 Spielen 15 Tore erzielen und gehörte zu den besten Torschützen der Liga. Sein Klub beendete die Meisterschaft im Mittelfeld. Desgleichen wiederholte sich in den beiden nachfolgenden Spielzeiten. In der Saison 1937/38 stieg Unirea Tricolor aus der Divizia A ab. Er verließ den Verein zu Juventus Bukarest. Dort konnte er sich nicht durchsetzen und kam in zwei Jahren lediglich auf neun Einsätze. Niculescu kehrte im Sommer 1940 zu Unirea Tricolor zurück. In der Saison 1940/41 steuerte er 21 Tore in 20 Spielen dazu bei, dass seine Mannschaft die rumänische Meisterschaft gewinnen konnte und er selbst zum besten Torschützen der Liga avancierte.
Nach diesem Erfolg wurde der offizielle Spielbetrieb aufgrund des Zweiten Weltkrieges unterbrochen. In den inoffiziellen Übergangsturnieren gehörte Niculescu erneut zu den besten Torschützen und sein Klub zu den stärksten. Nach Kriegsende schloss er sich Ciocanul Bukarest an, kam dort aber nur selten zum Einsatz und konnte nicht an frühere Leistungen anknüpfen. Nach einer weiteren Station bei Grivița CFR Bukarest kehrte er im Sommer 1947 zu Unirea Tricolor zurück und beendete dort im Jahr 1948 seine Karriere.

### Nationalmannschaft
Niculescu bestritt zwei Spiele für die rumänische Nationalmannschaft. Er debütierte am 1. Juni 1941 im Freundschaftsspiel gegen Deutschland, als er in der 88. Minute das Tor zum 1:4-Endstand erzielen konnte. Sein letztes Länderspiel bestritt er am 16. August 1942 gegen den gleichen Gegner.

## Erfolge
- Rumänischer Meister: 1941
- Torschützenkönig der Divizia A: 1941